# Bosbaan
Die Bosbaan ist eine Regattastrecke fürs Rudern in der Parkanlage Amsterdamse Bos bei Amstelveen und Amsterdam. Ihr Name stammt von der Lage im Amsterdamer Wald und kann wörtlich etwa als Waldstrecke ins Deutsche übersetzt werden.

## Geschichte
Die Strecke wurde in den 1930er-Jahren als Projekt der Arbeitsbeschaffung mit fünf Bahnen im Amsterdamer Stadtwald („Amsterdamse Bos“) gebaut. Am 12. Juni 1937 wurde sie dann durch Königin Wilhelmina eröffnet. 1954 wurden auf der Bosbaan die ersten Ruder-Europameisterschaften, an denen weibliche Ruderinnen teilnehmen durften, ausgetragen. Anlässlich der Austragung der Ruder-EM 1964 wurde eine weitere Bahn hinzugebaut. In den frühen 1970er Jahren wurde eine weitere Bahn gebaut, die als Ersatz benutzt wurde. Somit besaß die Bosbaan sechs Bahnen für die Rennen sowie eine weitere als Reserve. Im Jahr 1977 wurden das erste Mal Ruder-Weltmeisterschaften auf der Strecke ausgetragen. Die Deutsche Demokratische Republik gewann insgesamt 14 Medaillen, darunter 11-mal Gold, und wurde somit die erfolgreichste Nation. 1990 und 1991 wurde jeweils ein Ruder-Weltcup ausgetragen. Von 2001 bis 2002 wurde die gesamte Regattaanlage von der Stadt Amsterdam sowie dem Koninklijke Nederlandse Roeibond renoviert und ausgebaut. Sie besitzt jetzt acht Bahnen, neue Bootshäuser, neue Startanlagen und ein neues Zeitmesssystem. 2005 und 2011 wurden die U23-Weltmeisterschaften im Rudern und 2007 ein Weltcup ausgetragen. Außerdem wurde die Strecke vom Weltruderverband FISA als Veranstaltungsort für die Ruder-Weltmeisterschaften 2014 ausgewählt. Vom 24. bis 31. August 2014 wurden die Weltmeister in 27 Bootsklassen ermittelt.

## Aufbau und Nutzung

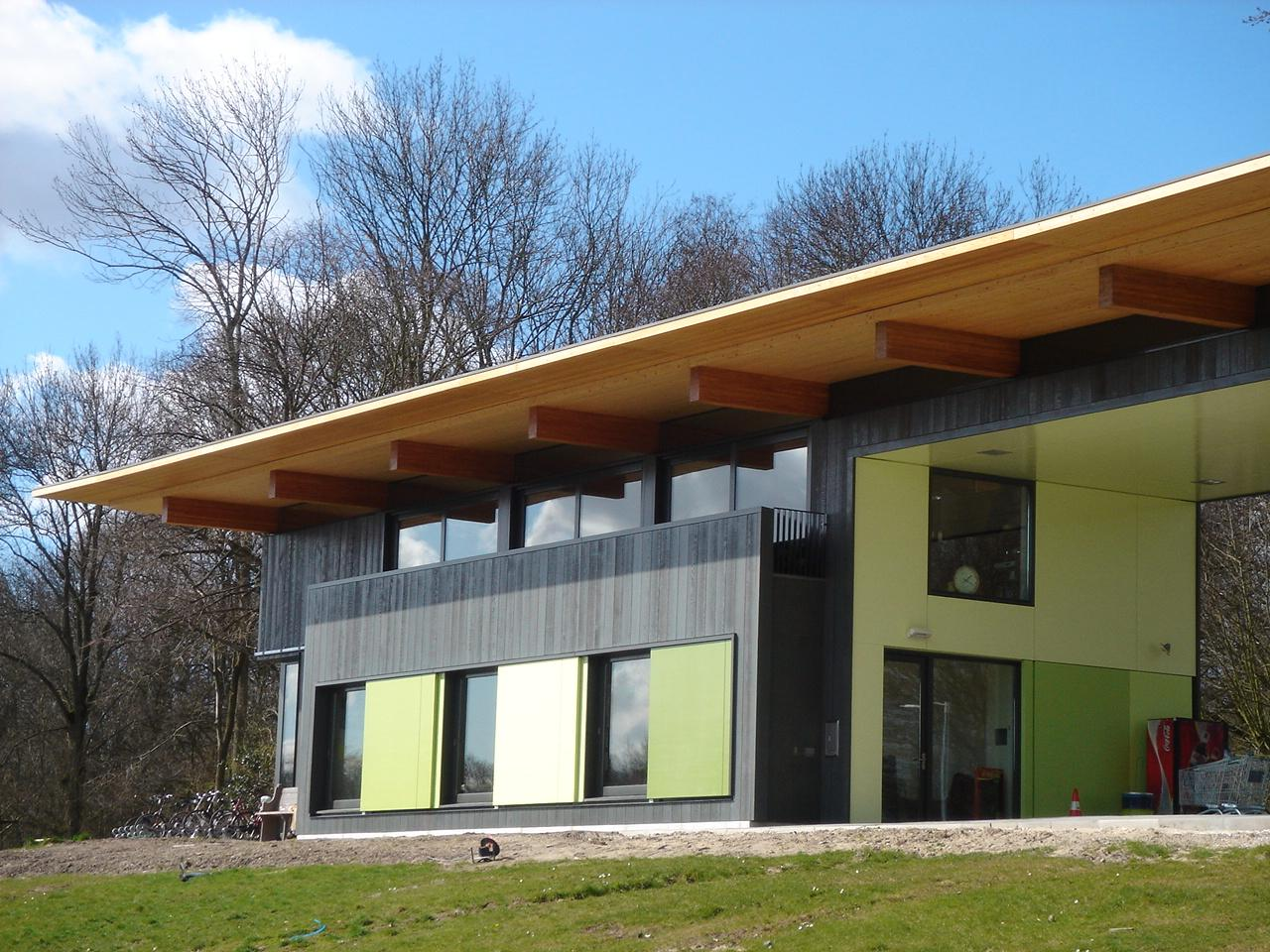
Das Bootshaus der Freien Universität Amsterdam

Die Strecke ist 2300 Meter lang und 118 Meter breit. An der tiefsten Stelle ist sie 2,2 Meter tief. Sie ist ausgerüstet mit einem Albano-System auf allen acht Bahnen.
Der Koninklijke Nederlandse Roeibond hat an der Strecke ein Leistungszentrum. Außerdem wird die Strecke noch durch die Freie Universität Amsterdams genutzt.
Auch ist die gesamte Anlage bei Joggern, Drachenbootfahrern und Anglern beliebt.

## Veranstaltungen
- Ruder-Europameisterschaften 1937 (Männer)[3]
- Ruder-Europameisterschaften 1949 (Männer)
- Ruder-Europameisterschaften 1954 (Männer und Frauen)
- Ruder-Europameisterschaften 1964 (Männer und Frauen)
- Ruder-Europameisterschaften 1966 (Frauen)
- Junioren-Weltmeisterschaften im Rudern 1968
- Ruder-Weltmeisterschaften 1977
- Ruder-Weltcup 1990
- Ruder-Weltcup 1991
- U23-Weltmeisterschaften im Rudern 2005
- Junioren-Weltmeisterschaften im Rudern 2006
- Ruder-Weltcup 2007
- Ruder-Weltmeisterschaften (U-23) 2011
- Ruder-Weltmeisterschaften 2014

## Sonstiges
- Die Bosbaan liegt in einer Entfernung von etwa zwei Kilometern zur Landebahn 09/27 des Flughafens Schiphol.